# Liste der Nintendo-Switch-Spiele/V
| Titel                                          | Entwickler                             | Herausgeber                                    | Genre                     | Handel | Veröffentlichung D/A/CH             |
| ---------------------------------------------- | -------------------------------------- | ---------------------------------------------- | ------------------------- | ------ | ----------------------------------- |
| V-Rally 4                                      | Kylotonn                               | Bigben Interactive                             | Rennspiel                 | Ja     | 13. Dez. 2018                       |
| V.O.I.D.                                       | JanduSoft                              | JanduSoft                                      | Action-Adventure          | Nein   | 28. Feb. 2019                       |
| VA-11 Hall-A: Cyberpunk Bartender Action       | Sukeban Games                          | Ysbryd Games Retail: Limited Run Games         | Visual Novel              | Ja     | 2. Mai 2019 Retail: 29. Nov. 2019   |
| Vaccine                                        | Rainy Night Creations, Ratalaika Games | Rainy Frog                                     | Survival Horror           | Nein   | 6. Juli 2017                        |
| Valentina                                      | QUByte Interactive                     | QUByte Interactive                             | Adventure                 | Nein   | 8. Sep. 2020                        |
| Valfaris                                       | Steel Mantis                           | Big Sugar Retail: Merge Games                  | Action                    | Ja     | 10. Okt. 2019 Retail: Nov. 2019     |
| Valiant Hearts: The Great War                  | Ubisoft Montpellier                    | Ubisoft                                        | Adventure, Puzzle         | Ja     | 8. Nov. 2018 Retail: Jan. 2019      |
| Valkyria Chronicles                            | Sega                                   | Sega                                           | Strategie-Rollenspiel     | Nein   | 16. Okt. 2018                       |
| Valkyria Chronicles 4                          | Sega                                   | Sega                                           | Strategie-Rollenspiel     | Ja     | 25. Sep. 2018                       |
| Valley                                         | Blue Isle Studios                      | Blue Isle Studios                              | Action-Adventure          | Nein   | 7. März 2019                        |
| Valthirian Arc: Hero School Story              | Agate                                  | PQube                                          | Simulation                | Ja     | 2. Okt. 2018 Retail: 21. Juni 2019  |
| Vambrace: Cold Soul                            | Devespresso                            | Headup Games                                   | Adventure, Rollenspiel    | Nein   | 29. Aug. 2019                       |
| Vampire: The Masquerade – Coteries of New York | Draw Distance                          | Draw Distance                                  | Adventure                 | Nein   | 24. März 2020                       |
| Vampire: The Masquerade – Shadows of New York  | Draw Distance                          | Draw Distance                                  | Adventure                 | Nein   | 10. Sep. 2020                       |
| Vampire’s Fall: Origins                        | Early Morning Studio                   | Ultimate Games                                 | Rollenspiel               | Nein   | 17. Sep. 2020                       |
| Vampyr                                         | Dontnod Entertainment                  | Focus Home Interactive                         | Adventure                 | Ja     | 29. Okt. 2019                       |
| Vandals                                        | Novelab                                | ARTE Experience                                | Adventure, Puzzle         | Nein   | 25. Apr. 2019                       |
| Vaporum                                        | Fatbot Games                           | Merge Games                                    | Adventure, Rollenspiel    | Ja     | 11. Apr. 2019 Retail: 10. Mai 2019  |
| Vaporum: Lockdown                              | Fatbot Games                           | Fatbot Games                                   | Adventure, Rollenspiel    | Nein   | 22. März 2021                       |
| Varion                                         | Light Maze                             | Light Maze                                     | Action                    | Nein   | 8. Nov. 2018                        |
| Vasara Collection                              | QUByte Interactive                     | QUByte Interactive                             | Shoot ’em up              | Ja     | 15. Aug. 2019 Retail: 27. Juli 2019 |
| Vasilis                                        | Marginal act                           | Sometimes You                                  | Adventure                 | Nein   | 26. Feb. 2020                       |
| VasterClaws 3: Dragon slayer of the God world  | StudioGIW                              | Mediascape                                     | Rollenspiel               | Nein   | 30. Juni 2021                       |
| Vectronom                                      | Ludopium                               | ARTE Experience                                | Rhythmusspiel             | Nein   | 29. Mai 2019                        |
| Vegas Party                                    | Raylight Studios                       | Funbox Media                                   | Kartenspiel               | Ja     | 21. Juli 2018                       |
| Vektor Wars                                    | Super Icon                             | Super Icon                                     | Ego-Shooter               | Nein   | 11. Juli 2019                       |
| Velocity 2X                                    | FuturLab                               | Curve Digital Retail: Strictly Limited Games   | Shoot ’em up              | Ja     | 20. Sep. 2018 Retail: 27. Jan. 2019 |
| Venture Kid                                    | Snikkabo AS                            | FDG Entertainment                              | Jump ’n’ Run              | Nein   | 2. Mai 2019                         |
| Venture Towns                                  | Kairosoft                              | Kairosoft                                      | Simulation                | Nein   | 27. Dez. 2018                       |
| Venus: Improbable Dream                        | Ratalaika Games, Borealis              | eastasiasoft                                   | Visual Novel              | Nein   | 12. Nov. 2021                       |
| Vera Blanc: Full Moon                          | Winter Wolves                          | Ratalaika Games                                | Visual Novel              | Nein   | 13. Nov. 2020                       |
| Vera Blanc: Ghost in the Castle                | Winter Wolves                          | Ratalaika Games                                | Visual Novel              | Nein   | 29. Jan. 2021                       |
| Verlet Swing                                   | Flamebait Games                        | Digerati                                       | Shoot ’em up              | Nein   | 14. Juni 2019                       |
| Vertical Drop Heroes HD                        | Nerdook                                | Digerati                                       | Jump ’n’ Run              | Nein   | 4. Okt. 2018                        |
| Vertical Strike Endless Challenge              | Project ICKX                           | Active Gaming Media                            | Shoot ’em up              | Nein   | 18. Juli 2018                       |
| Very Very Valet                                | Toyful                                 | Toyful                                         | Action                    | Ja     | 25. Mai 2021                        |
| Vesta                                          | Finalboss Games                        | Finalboss Games                                | Action                    | Nein   | 19. Jan. 2018                       |
| Victor Vran: Overkill Edition                  | Haemimont Games                        | Wired Productions                              | Action-Rollenspiel        | Ja     | 28. Aug. 2018                       |
| Video Poker @ Aces Casino                      | Digital Game Group                     | Digital Game Group                             | Kartenspiel               | Nein   | 12. März 2020                       |
| Video Poker Collection                         | eSolutions Nordic                      | eSolutions Nordic                              | Kartenspiel               | Nein   | 5. März 2021                        |
| Vigil: The Longest Night                       | Another Indie Studio                   | Another Indie Studio                           | Jump ’n’ Run              | Nein   | 14. Okt. 2020                       |
| Vigor                                          | Bohemia Interactive                    | Bohemia Interactive                            | Ego-Shooter               | Nein   | 8. Juli 2020                        |
| Violett                                        | Forever Entertainment                  | Forever Entertainment                          | Point-and-Click-Adventure | Nein   | 25. Okt. 2017                       |
| Virtual Battle                                 | SAT-BOX                                | SAT-BOX                                        | Shooter                   | Nein   | 4. Jan. 2021                        |
| VirtuaVerse                                    | Theta Division                         | Blood Music                                    | Adventure                 | Nein   | 28. Okt. 2021                       |
| Virtuous Western                               | Nibb Games                             | Ratalaika Games                                | Shooter                   | Nein   | 3. Sep. 2021                        |
| Virus: The Outbreak                            | Jujubee                                | Forever Entertainment                          | Strategie                 | Nein   | 28. Dez. 2020                       |
| Visit Once                                     | Tap It Games                           | Cool Small Games                               | Puzzle                    | Nein   | 5. März 2021                        |
| Vitamin Connection                             | WayForward                             | WayForward Retail: Limited Run Games           | Action-Adventure          | Ja     | 20. Feb. 2020 Retail: 17. Jan. 2020 |
| Viviette                                       | DYA Games                              | DYA Games                                      | Adventure                 | Nein   | 20. Dez. 2018                       |
| Voice of Cards: The Isle Dragon Roars          | Alim                                   | Square Enix                                    | Rollenspiel               | Nein   | 28. Okt. 2021                       |
| VOEZ                                           | Rayark Games, Esquadra                 | Flyhigh Works                                  | Rhythmusspiel             | Nein   | 3. März 2017                        |
| Void Bastards                                  | Blue Manchu                            | Humble Bundle                                  | Ego-Shooter               | Ja     | 7. Mai 2020 Retail: 18. Sep. 2020   |
| Void Gore                                      | Panda Indie Studio                     | EastAsiaSoft                                   | Shoot ’em up              | Nein   | 17. Feb. 2021                       |
| void tRrLM(); //Void Terrarium                 | Nippon Ichi Software                   | NIS America                                    | Rollenspiel               | Ja     | 10. Juli 2020 Retail: 17. Juli 2020 |
| Völgarr the Viking                             | Crazy Viking                           | Crazy Viking                                   | Jump ’n’ Run              | Nein   | 5. Okt. 2017                        |
| Volleyball Challenge                           | Simplicity Games                       | Ultimate Games                                 | Sportsimulation           | Nein   | 16. Aug. 2021                       |
| Volta-X                                        | GungHo Online Entertainment            | GungHo Online Entertainment                    | Kampfspiel                | Nein   | 12. Aug. 2020                       |
| Vortex Attack EX                               | KaleidoGames                           | Jaime Dominguez-Blazquez                       | Shoot ’em up              | Nein   | 24. Okt. 2019                       |
| Vosaria: Lair of the Forgotten                 | Johnny Ostad                           | Johnny Ostad                                   | Adventure                 | Nein   | 14. Juni 2019                       |
| Vostok Inc.                                    | Nosebleed Interactive                  | Wired Productions Retail: Markt+Technik Verlag | Shooter                   | Ja     | 7. Dez. 2017 Retail: 30. Aug. 2018  |
| Voxel Galaxy                                   | SAT-BOX                                | SAT-BOX                                        | Rennspiel                 | Nein   | 28. Nov. 2019                       |
| Voxel Pirates                                  | SAT-BOX                                | SAT-BOX                                        | Rennspiel                 | Nein   | 13. Feb. 2020                       |
| Voxel Shot                                     | SAT-BOX                                | SAT-BOX                                        | Rennspiel                 | Nein   | 4. Juli 2018                        |
| Voxel Sword                                    | SAT-BOX                                | SAT-BOX                                        | Rennspiel                 | Nein   | 10. Jan. 2019                       |
| Voxelgram                                      | Procedural Level                       | Lukasz Krasniewski                             | Puzzle                    | Nein   | 27. Feb. 2020                       |
| Vroom in the Night Sky                         | Poisoft                                | Poisoft                                        | Rennspiel                 | Nein   | 3. März 2017                        |
| VSR: Void Space Racing                         | Sonka                                  | Sonka                                          | Rennspiel                 | Nein   | 20. Juli 2018                       |
| VVVVVV                                         | Terry Cavanagh                         | Nicalis                                        | Metroidvania              | Nein   | 17. Nov. 2017                       |